# Neuilly-sous-Clermont
Pour les articles homonymes, voir Neuilly.
Neuilly-sous-Clermont est une commune française située dans le département de l'Oise en région Hauts-de-France.
Ses habitants sont appelés les Neuillantais et les Neuillantaises.

## Géographie

### Localisation
La commune se situe à 62 kilomètres au sud d'Amiens, à 26 kilomètres à l'est de Beauvais, à 31 kilomètres à l'ouest de Compiègne et à 54 kilomètres au nord de Paris. Le territoire s'étend sur environ 775 hectares.
Les communes limitrophes sont  Agnetz, Ansacq, Breuil-le-Vert, Cambronne-lès-Clermont, Clermont et Rantigny.
| Agnetz Clermont |                        | Breuil-le-Vert |
| Ansacq          | Neuilly-sous-Clermont  |                |
|                 | Cambronne-lès-Clermont | Rantigny       |

### Topographie et géologie
La commune s'étend entre 49 mètres et 160 mètres au-dessus du niveau de la mer. La mairie du village se situe à 72 mètres d'altitude. Le point le plus bas se situe en aval du ruisseau de Coutances, le point culminant se trouve près de l'ancien télégraphe de Clermont, sur le plateau d'Auvillers. Ce plateau constitue la moitié ouest du territoire, en limitant l'ouest de la vallée de la Brêche par coteaux et deux vallons où se situent le chef-lieu, au sud (côte du Chauffour) et le hameau de Lierval, au nord. Auvillers est en effet situé au bord du plateau profondément découpé qui sépare les deux vallées de la Brêche et du Thérain et qui domine le vallon où se trouve Lierval. On relève 60 mètres d'altitude à l'entrée de la D 540 sur le territoire, 65 mètres au premières maisons en village, 80 mètres à Lierval, 130 mètres en limite de Cambronne-lès-Clermont, 149 mètres au nord du hameau d'Auvillers, au point le plus élevé de la D 110 et 159 mètres au-dessus du niveau de la mer près de l'ancien Télégraphe, point culminant du plateau et de la commune.
Louis Graves a rappelé que des sondages opérés avant la Révolution ont permis de découvrir du lignite sur environ deux mètres d'épaisseur et 20 mètres de surface. Au pied des coteaux, sont des sables et argiles des lignites et aussi des sables glauconieux, le terrain de transport occupant la vallée. Le calcaire grossier constitue la colline elle-même. Les lits y atteignent parfois 15 mètres d'épaisseur. Des limons de plateaux complètent la superficie de la région, vers l'ancien télégraphe au sommet de la butte. Ils traversent la route de Mouy (limite communale nord) et se prolongent vers Cambronne-lès-Clermont, au sud. La commune se trouve en zone de sismicité 1.

### Hydrographie
La commune est située dans le bassin Seine-Normandie. Elle n'est drainée par aucun cours d'eau permanent,.
Dans les jardins du village naît le ru de Coutances (ou du Pré de Chelles, ou de la Fontaine-Titancourt), petit affluent de la rive droite de la Brêche, que grossissent des sources et des ruissellements qui se forment au flanc et au pied du coteau. Il coule ensuite au sud du chef-lieu et quitte la commune par la ferme de la Tuilerie. De ce fait, la commune se trouve majoritairement dans le bassin versant de la Brêche. Certaines pentes du plateau s'inclinent toutefois vers le bassin versant du Thérain, à l'ouest. Au sud du chef-lieu se trouve un étang près du rû de Coutances ainsi qu'une fontaine. Une mare se situe dans la Grande rue et deux mares se trouvent au hameau d'Auvillers. Près du lieu-dit la Terre de Coutances de trouve une source. Sur le plateau, il faut fouiller à 35 mètres de profondeur pour avoir de l'eau, alors que dans la vallée elle se trouve près de la surface. Les zones les plus basses du territoire se situent au-dessus de plusieurs nappes phératiques.

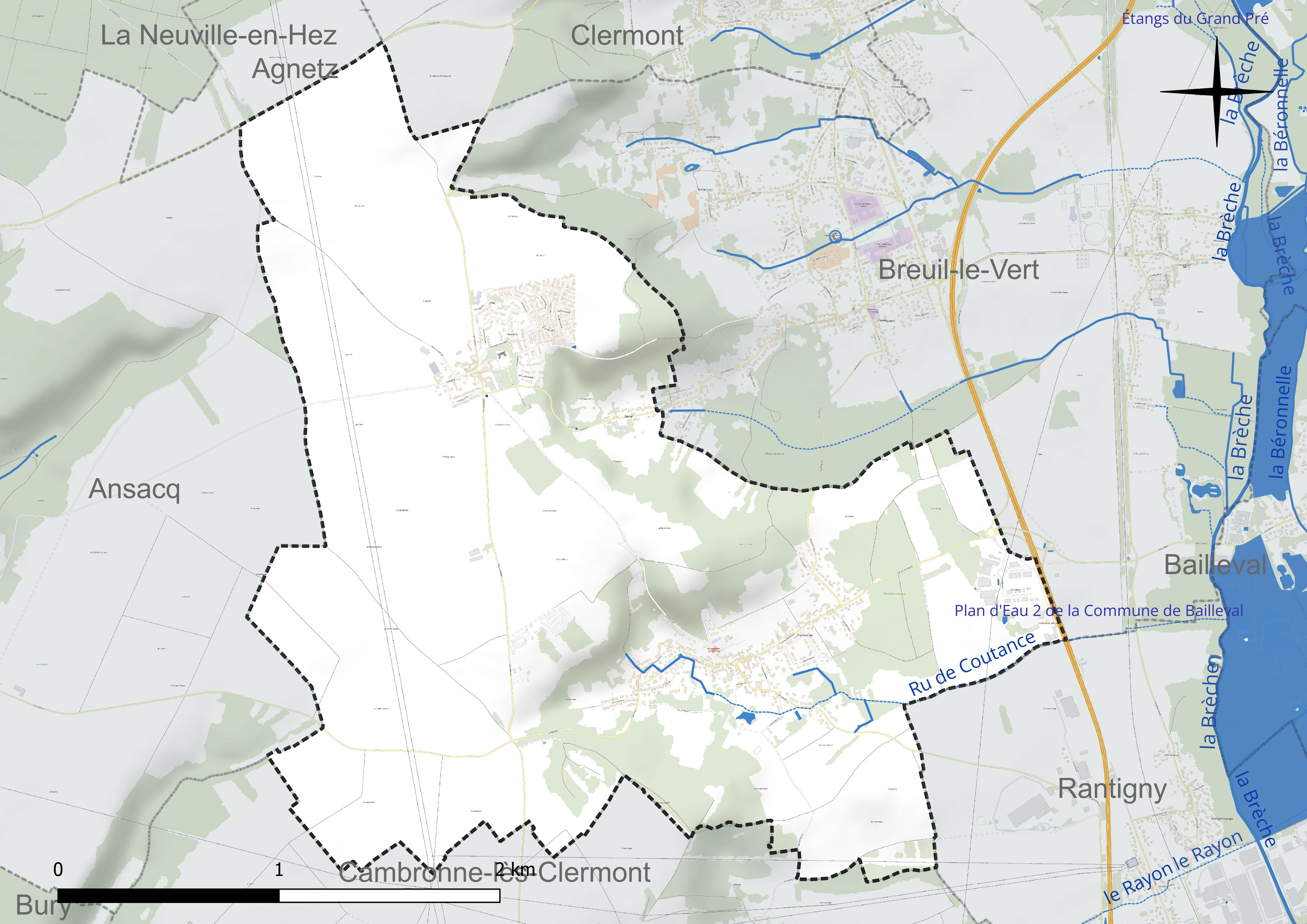
Réseau hydrographique de Neuilly-sous-Clermont.

### Climat
Pour des articles plus généraux, voir Climat des Hauts-de-France et Climat de l'Oise.
En 2010, le climat de la commune est de type climat océanique dégradé des plaines du Centre et du Nord, selon une étude du CNRS s'appuyant sur une série de données couvrant la période 1971-2000. En 2020, Météo-France publie une typologie des climats de la France métropolitaine dans laquelle la commune est exposée à un climat océanique et est dans la région climatique  Nord-est du bassin Parisien, caractérisée par un ensoleillement médiocre, une pluviométrie moyenne régulièrement répartie au cours de l'année et un hiver froid (3 °C). 
Pour la période 1971-2000, la température annuelle moyenne est de 10,7 °C, avec une amplitude thermique annuelle de 14,4 °C. Le cumul annuel moyen de précipitations est de 680 mm, avec 10,7 jours de précipitations en janvier et 8,2 jours en juillet. Pour la période 1991-2020, la température moyenne annuelle observée sur la station météorologique la plus proche, située sur la commune de Creil à 11 km à vol d'oiseau, est de 11,2 °C et le cumul annuel moyen de précipitations est de 662,2 mm,. Pour l'avenir, les paramètres climatiques de la commune estimés pour 2050 selon différents scénarios d'émission de gaz à effet de serre sont consultables sur un site dédié publié par Météo-France en novembre 2022.

### Milieux naturels

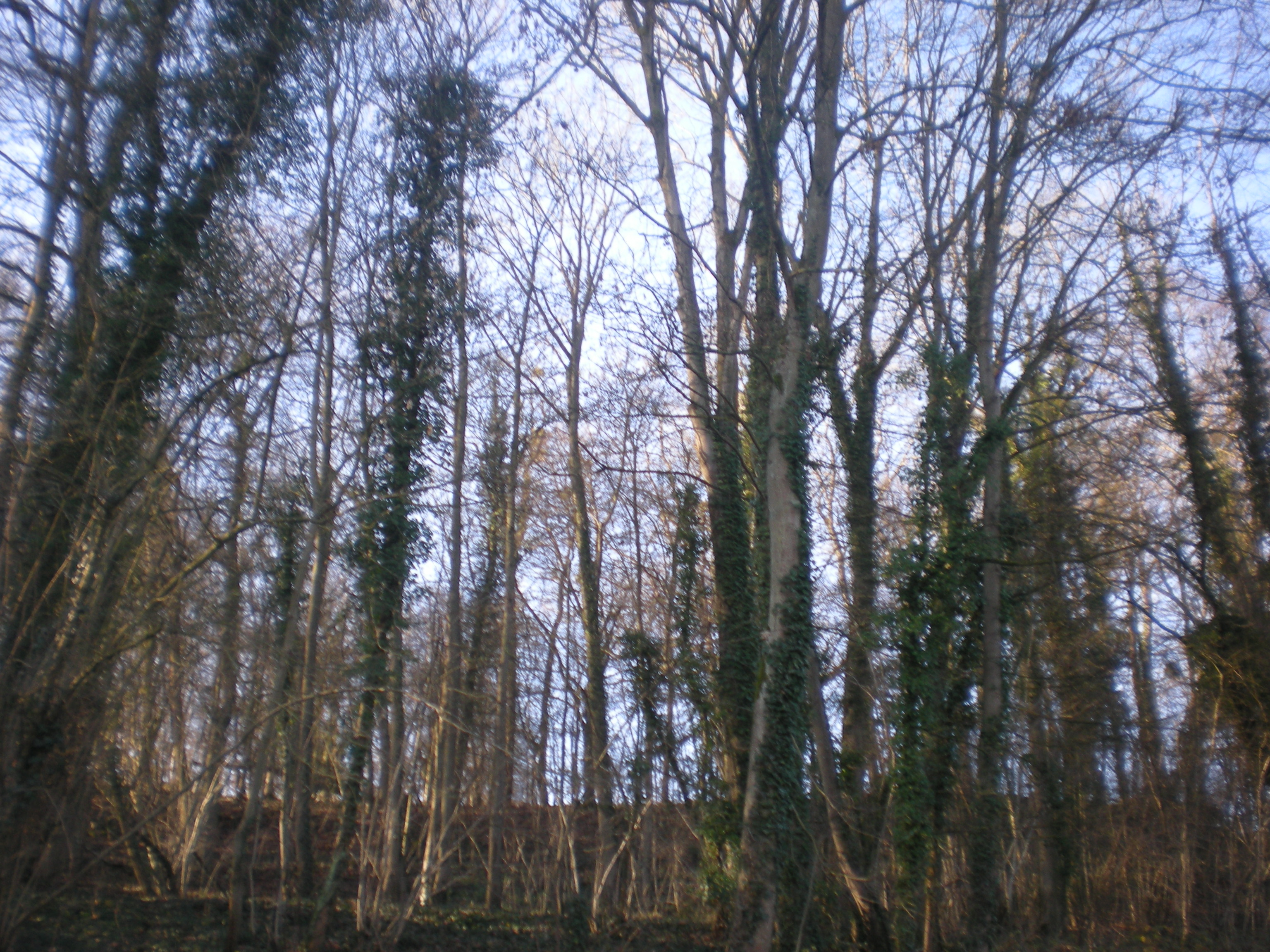
Bois de Coteau entre Auvillers et Lierval.

Hormis le tissu urbain, représentant 9,1 % de la superficie de la commune, le territoire se compose à 66,5 % d'espaces cultivés 519 hectares) et à 21,9 % d'espaces boisés, soit 163 hectares. Cet écosystème se situe majoritairement sur les coteaux du plateau d'Auvillers et autour du ru de Coutances. À l'ouest, le bois de la Commanderie et le petit muid complètent les surfaces occupées par ce milieu. Les vergers et prairies représentent 20 hectares (2,7 %), les délaissés agricoles et urbains, avec les terrains nus et éboulis rassemblent 0,6 % de la commune (5 hectares),. Au sud-ouest de la commune, les coteaux de Mérard et de Cambronne-lès-Clermont, situés en partie sur le territoire, sont inscrits en Zone naturelle d'intérêt écologique, faunistique et floristique de type 1. Les différents coteaux présents sur le territoire se situent sur le passage d'un ou plusieurs corridors écologiques potentiels. L'ensemble de la commune se situe également sur un biocorridor de grande faune, notamment pour les sangliers et chevreuils (cerfs).

## Urbanisme

### Typologie
Au 1er janvier 2024, Neuilly-sous-Clermont est catégorisée ceinture urbaine, selon la nouvelle grille communale de densité à sept niveaux définie par l'Insee en 2022.
Elle est située hors unité urbaine. Par ailleurs la commune fait partie de l'aire d'attraction de Paris, dont elle est une commune de la couronne,. 

### Occupation des sols
L'occupation des sols de la commune, telle qu'elle ressort de la base de données européenne d'occupation biophysique des sols Corine Land Cover (CLC), est marquée par l'importance des territoires agricoles (72 % en 2018), en diminution par rapport à 1990 (73,4 %). La répartition détaillée en 2018 est la suivante : 
terres arables (66,8 %), forêts (19,7 %), zones urbanisées (8,3 %), zones agricoles hétérogènes (5,2 %). L'évolution de l'occupation des sols de la commune et de ses infrastructures peut être observée sur les différentes représentations cartographiques du territoire : la carte de Cassini (XVIIIe siècle), la carte d'état-major (1820-1866) et les cartes ou photos aériennes de l'IGN pour la période actuelle (1950 à aujourd'hui).

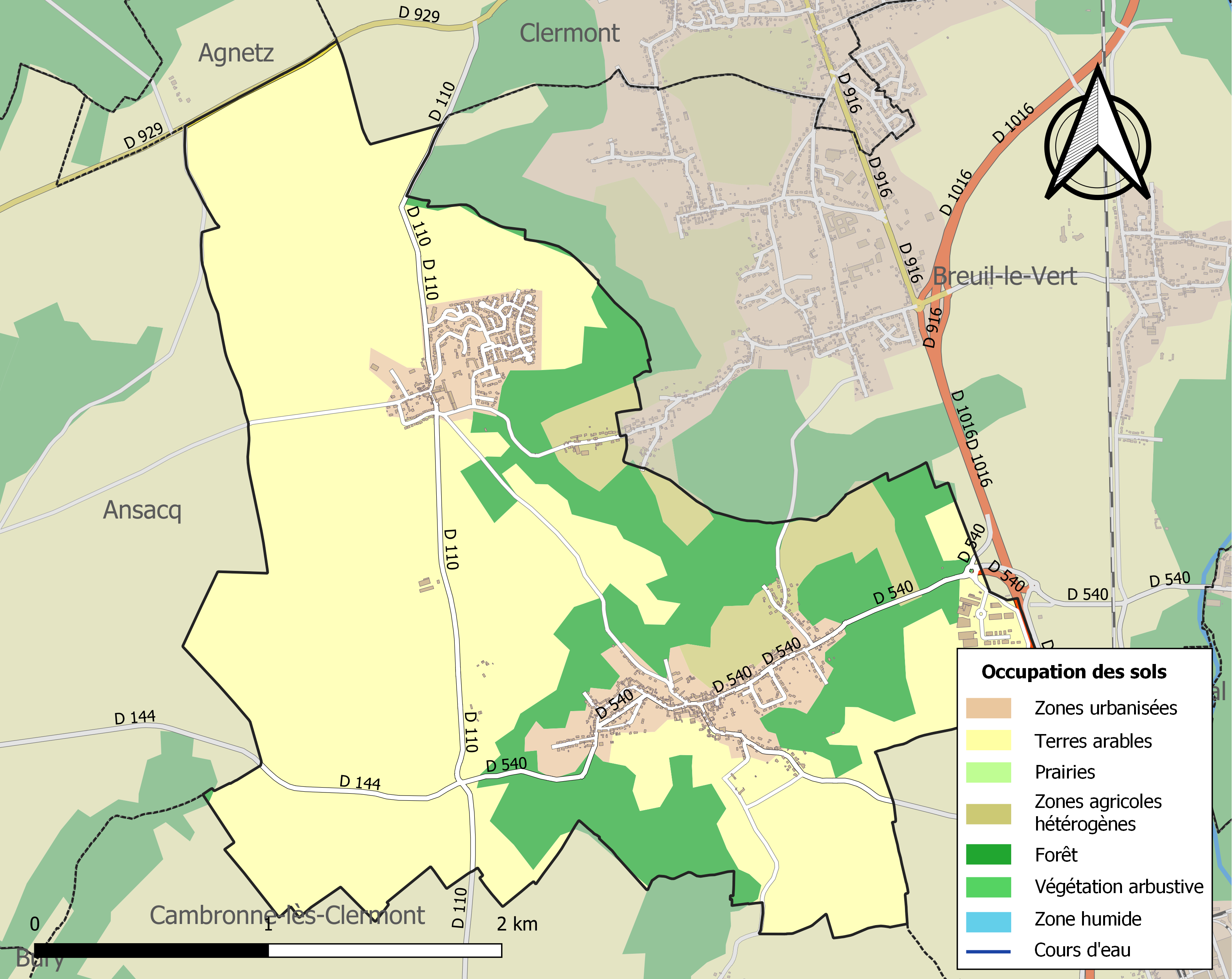
Carte des infrastructures et de l'occupation des sols de la commune en 2018 (CLC).

### Hameaux et écarts

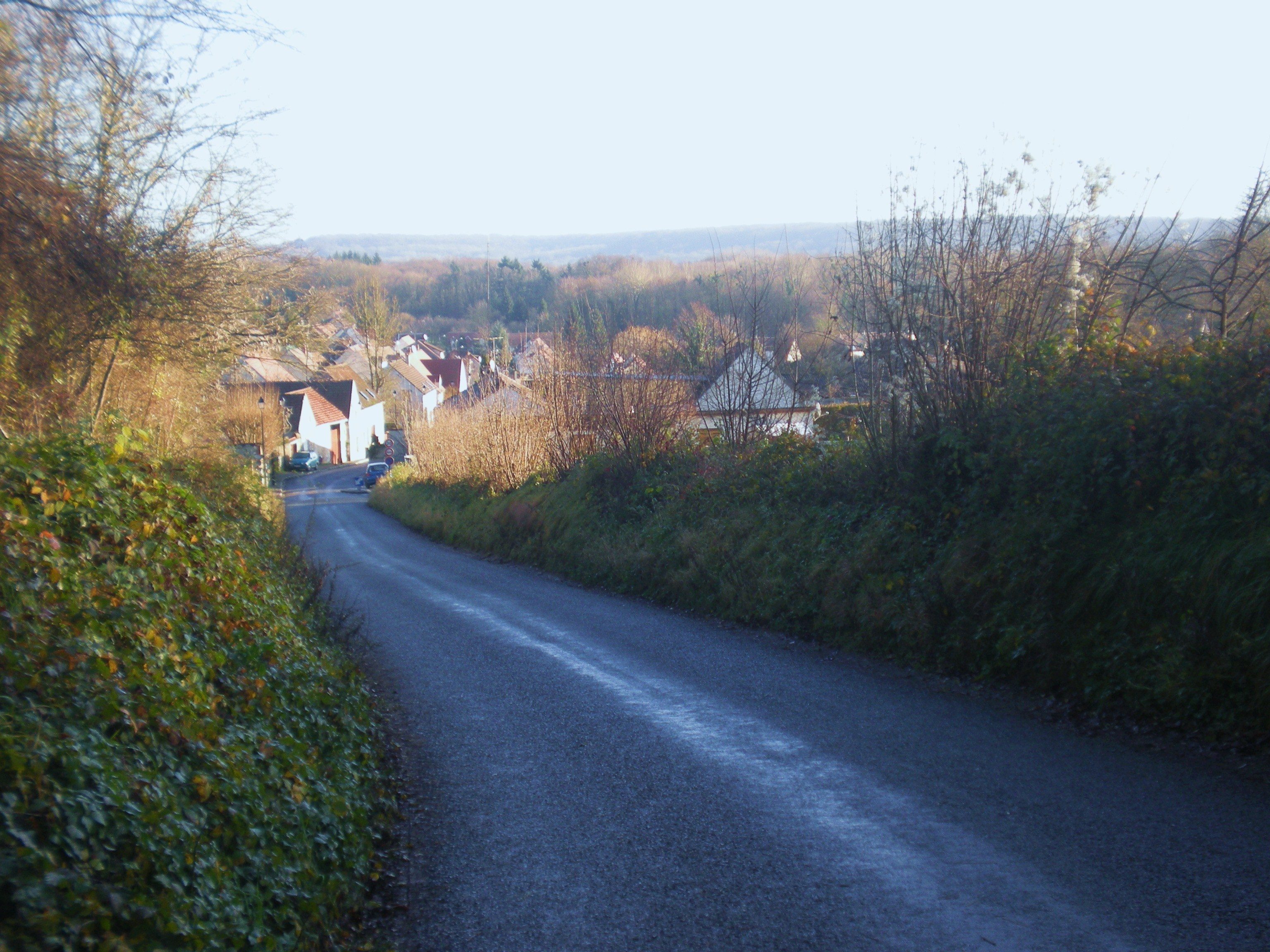
Le hameau de Lierval depuis la route qui le relie à Auvillers.

La commune comporte, en complément du chef-lieu, deux hameaux : Auvillers et Lierval, et deux écarts : Coutances et la Tuilerie.

### Morphologie urbaine
Lierval n'a que quelques maisons sur Neuilly, mais d'autres, plus nombreuses, avec le même nom, sur Breuil-le-Vert. L'écart de Coutances est à quelques centaines de mètres du village, dans la vallée. La ferme de la Tuilerie est en limite de Rantigny et en bordure de la route départementale 1016. Auvillers se trouve en limite du plateau, au nord-est. Le village a été construit à l'origine en une unique rue principale. Coutances se trouve aujourd'hui en continuité de Neuilly. Une zone artisanale a été créée près de la ferme de la Tuilerie.

### Voies de communications et transports

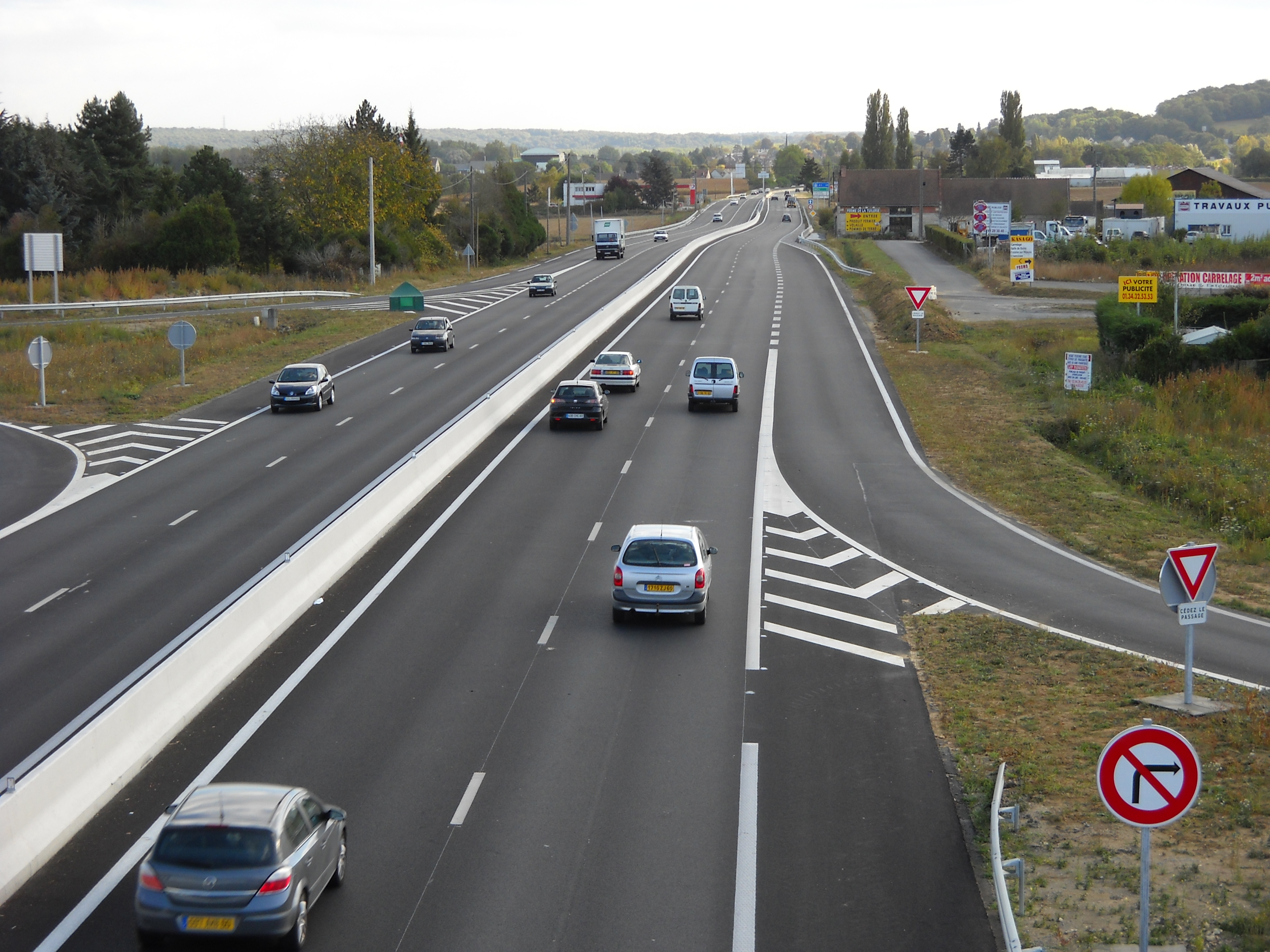
La D1016 (ancienne Route nationale 16) à l'échangeur de la Tuilerie.

La route départementale 1016, ancienne route nationale 16, passe en limite est du territoire Reliant Paris à Dunkerque, elle croise la route départementale 540 à la ferme de la Tuilerie. Transformée en voie express de Clermont à Creil, dans la continuité de l'axe Beauvais-Creil, un échangeur a été aménagé au carrefour de ces deux voies. Elle permet également de rejoindre Amiens à Paris. La route départementale 110, de Clermont à Mello, traverse la commune du nord au sud en desservant Auvillers par les rues de Clermont et Cambronne. Elle reçoit, à mi-distance entre ce hameau et Cambronne-lès-Clermont, la route départementale 540, qui la réunit à Sénécourt (commune de Bailleval, forme la rue principale du village et croise la D 1016. Après son intersection avec la D 110, la D 540 se prolonge par la route départementale 144, qui se dirige vers Angy par Ansacq. La route départementale 929, ancienne route nationale 329 de Beaumont-sur-Oise à Albert, ancien Chemin de Grande Comminication 144, longe la limite nord-ouest sur environ 800 mètres,. Plusieurs routes communales relient les différents hameaux et les communes limitrophes : le chef-lieu est relié à Auvillers, Cannettecourt (commune de Breuil-le-Vert), Rantigny et Vaux (commune de Cambronne-lès-Clermont). Auvillers est également accessible depuis Ansacq et Cannettecourt (par Lierval).
La gare la plus proche est celle de Liancourt-Rantigny à 2.7 kilomètres au sud-est sur la ligne de Paris-Nord à Lille. Située sur la même ligne, la gare de Clermont-de-l'Oise se trouve à 4 kilomètres au nord.
La commune est desservie, en 2023, par les lignes 642, 6242 et 6346 du réseau interurbain de l'Oise.
Les communes d'Agnetz, Breuil-le-Sec, Breuil-le-Vert, Clermont, Fitz-James et Neuilly-sous-Clermont, se dotent, le 15 décembre 2014, d'un réseau de transport urbain dénommé Lebus.
Ce réseau est géré par le Syndicat intercommunal des transports collectifs de l'agglomération clermontoise (SITAC), créé à titre transitoire et qui pourrait être intégré à terme dans la communauté de communes du Pays du Clermontois de manière à étendre le réseau à l'ensemble des communes concernées.
La commune est desservie, en 2023, par la ligne 3 de ce réseau.
Une navette scolaire (ligne 6851) relie les écoles de Neuilly, d'Auvillers et de Cambronne-lès-Clermont.
L'aéroport de Beauvais-Tillé se trouve à 25 km à l'ouest de la commune et l'aéroport de Paris-Charles-de-Gaulle se trouve à 38,3 km au sud. Il n'existe aucune liaison entre la commune et ces aéroports par des transports en commun.
Neuilly-sous-Clermont est traversé par le sentier de grande randonnée n°225 (GR 225), venant de Breuil-le-Vert et se dirigeant vers Ansacq. Deux autres circuits de randonnées du GEP Centre Oise passent sur le territoire communal : le théâtre de verdure et la commanderie.

## Toponymie
La commune porta différents noms au cours de son histoire : ce fut « Nuiliacum », « Nulli juxta Clarum montem » en 1124, « Nuelli » en 1178, « Nully soubz Cleremont » en 1454, « Nulliacum substus Claromontem » en 1621, « Nully soubs Claremont » en 1644. Ce nom, d'origine gallo-romaine, comme l'indique sa terminaison, a signifié « domaine de Novellius ».
Neuilly est au sud de Clermont. 	
Auvillers s'est appelé « Auvilare » en 1099, « Altum villare » en 1234, puis « Hautvillers » et « Auvillers-Saint-Jacques ». Ce nom signifie « ville sur une hauteur ». Le nom de Lierval, d'origine gallo-romaine, indique un nom de personne avec la terminaison « val » (vallis), se rapportant à un vallon. Le château de Coutances appartenait à un évêque de Coutances, et a donné à sa terre le nom de sa ville épiscopale. Ce fut l'« ostel de Constance » en 1470, « Constances » en 1536.

## Histoire

### Les origines
Georges Matherat a exposé que la colline immédiatement au nord-ouest de Neuilly portait un ouvrage romain, au Roux-Fort, ce nom signifiant « enceinte fortifiée ». Le mot Roux (ou Riou) est ici une curieuse traduction de Baliolus, lequel est à l'origine des noms de Bailleval et de Bailly-le-Bel. Sur Neuilly cet emplacement était complété par ceux, voisins, des Murgets (ou murguées : murus fossaques), des Tuillots, indiquant des habitations (emplacement du séjour des marcatores), de la Pointe du Chef et de la Pointe sous le Chef, correspondant aux portes prétorienne et décumane des camps romains. Ainsi, immédiatement au-dessus du village actuel les Romains s'étaient installés au cours de longues années d'occupation qui ont suivi leur victoire de l'an 51 av. J.-C..

### Moyen Âge
Un prieuré a existé à Neuilly, proche de l'église, qui en était la chapelle. Il dépendait de l'abbaye de Saint-Quentin (Beauvais) fondée en 1067, et se trouvait sur la paroisse de Cambronne-lès-Clermont. Neuilly devint paroisse au XIIIe siècle. Différentes communautés religieuses possédaient des biens sur l'actuel territoire de Neuilly. Outre l'abbaye Saint-Quentin, il y avait celles de Froidmont à Hermes, de Lannoy, des Dames de Chelles, le prieuré de Wariville à Litz, les couvents de Saint-André et des Ursulines à Clermont. La seigneurie de Rantigny bénéficiait de 4 fiefs dont le cens (l'impôt) était payé à la Saint-Remy : le fief Arthus, important, situé près de la Commanderie et qui demeura longtemps rattaché à Cambronne, le fief de la Ferté (forteresse), s'étendant sur le ravin du Roux-Fort et sur la Montagne, le fief du Bac, entre la Commanderie et le bois, le fief des Cinq cheminées, composé de courtils dont les cinq maisons avaient disparu. Neuilly étant devenu paroisse, mais la Commanderie dépendant toujours de Cambronne, les enterrements de cette enclave devaient de faire au chef-lieu, les convois suivaient la « voirie des morts », qui longeait le pré de Saint-Jean-de-Jérusalem et aboutissait au lavoir de Coutances, sans passer par Neuilly. Auvillers avait 83 habitants au dénombrement de 1303. L'écart de Coutances est un ancien château, remplacé par une propriété plus modeste, qui appartenait au XIVe siècle à un évêque de Coutances (Manche), originaire d'Erquery. Ce prélat a donné à sa terre le nom de sa ville épiscopale. Il a existé jadis, près des chemins d'Ansacq et de la Forêt, au lieu-dit le Champ Notre-Dame ou l'ancienne Chapelle Notre-Dame, une chapelle. Aucun vestige de construction n'y est visible. Ce fut probablement un édifice en bois. Les habitations qui devaient être primitivement en ce lieu ont également disparu. Le village d'Auvillers et sa nouvelle église se sont reconstruits au bord de la crête, à proximité du château.

### Les Templiers et les Hospitaliers

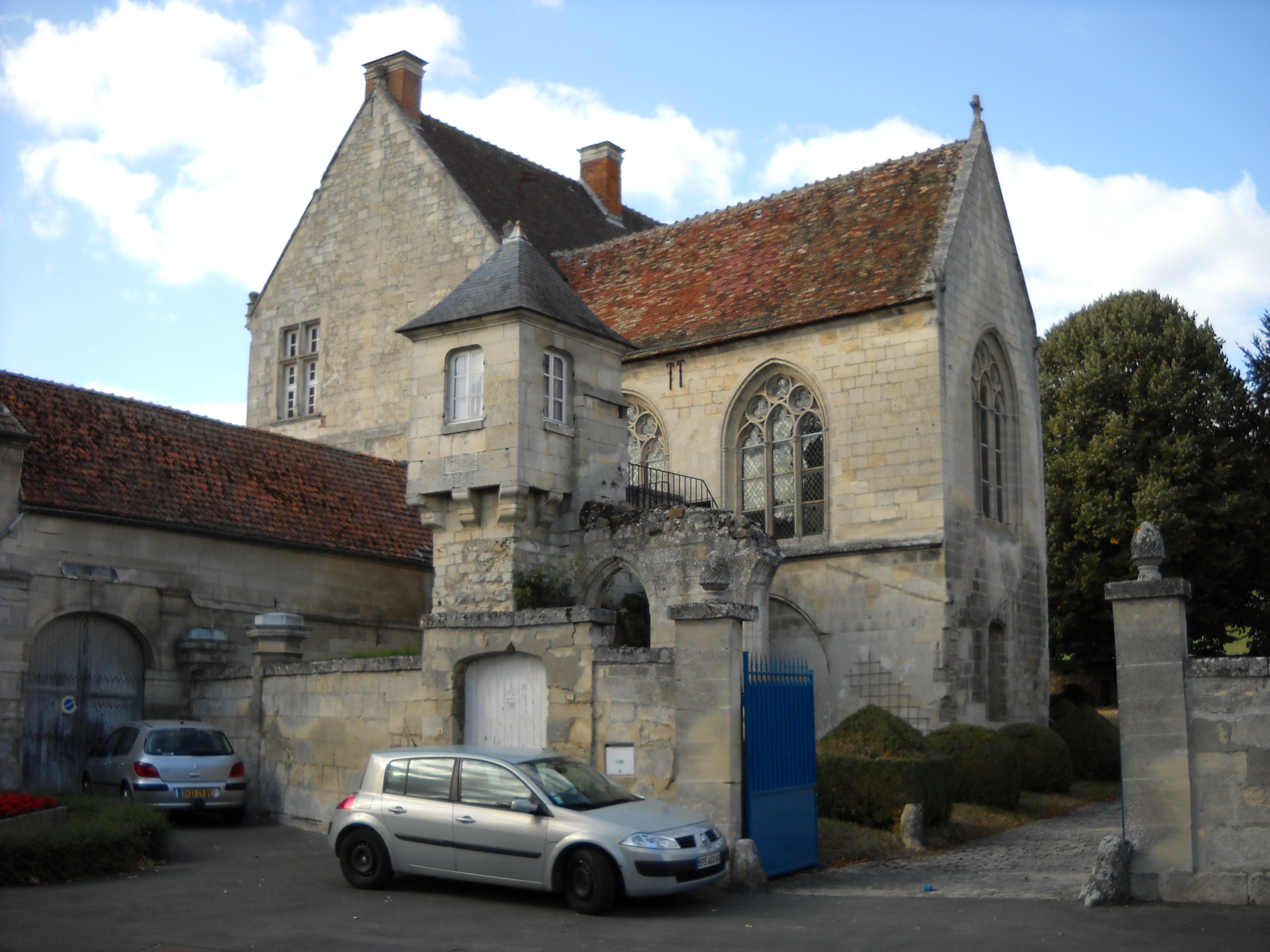
La commanderie des Templiers.

La première mention de l'implantation des Templiers à Neuilly date de 1168, lorsque le comte de Clermont effectue une première donation en leur faveur. Dans le village, le chemin qui porte le nom de Cavée des Morts était le chemin par lequel les convois funéraires des Templiers partaient de la commanderie pour rejoindre l'église de Cambronne-lès-Clermont; le territoire de Cambronne était plus étendu qu'à l'heure actuelle et la Commanderie dépendait donc à sa fondation de la commune de Cambronne jusqu'en 1804.
L'ordre du Temple étant supprimé en 1312, la commanderie passa aux mains des Hospitaliers de l'ordre de Saint-Jean de Jérusalem en 1320. Les bâtiments d'origine furent en partie brûlés par les Anglais en 1370. À l'heure actuelle, il subsiste les salles basses romanes du XIIe siècle. On peut également remarquer une chapelle de style ogival à rose du XIVe siècle, une partie du mur d'enceinte du XVe siècle et la maison principale du XVe ou XVIe siècle (façade,escalier, et cheminées). Vendue comme bien national en 1794, la commanderie fut mal entretenue par la suite. Elle fut même transformée en bâtiment agricole. Les derniers propriétaires procédèrent à une remise en état très étudiée en accord avec l'administration des Beaux-Arts. C'est l'un des rares d'exemples d'architecture civile de la Renaissance au nord de la Loire. La commanderie est classée Monument Historique depuis 1913.

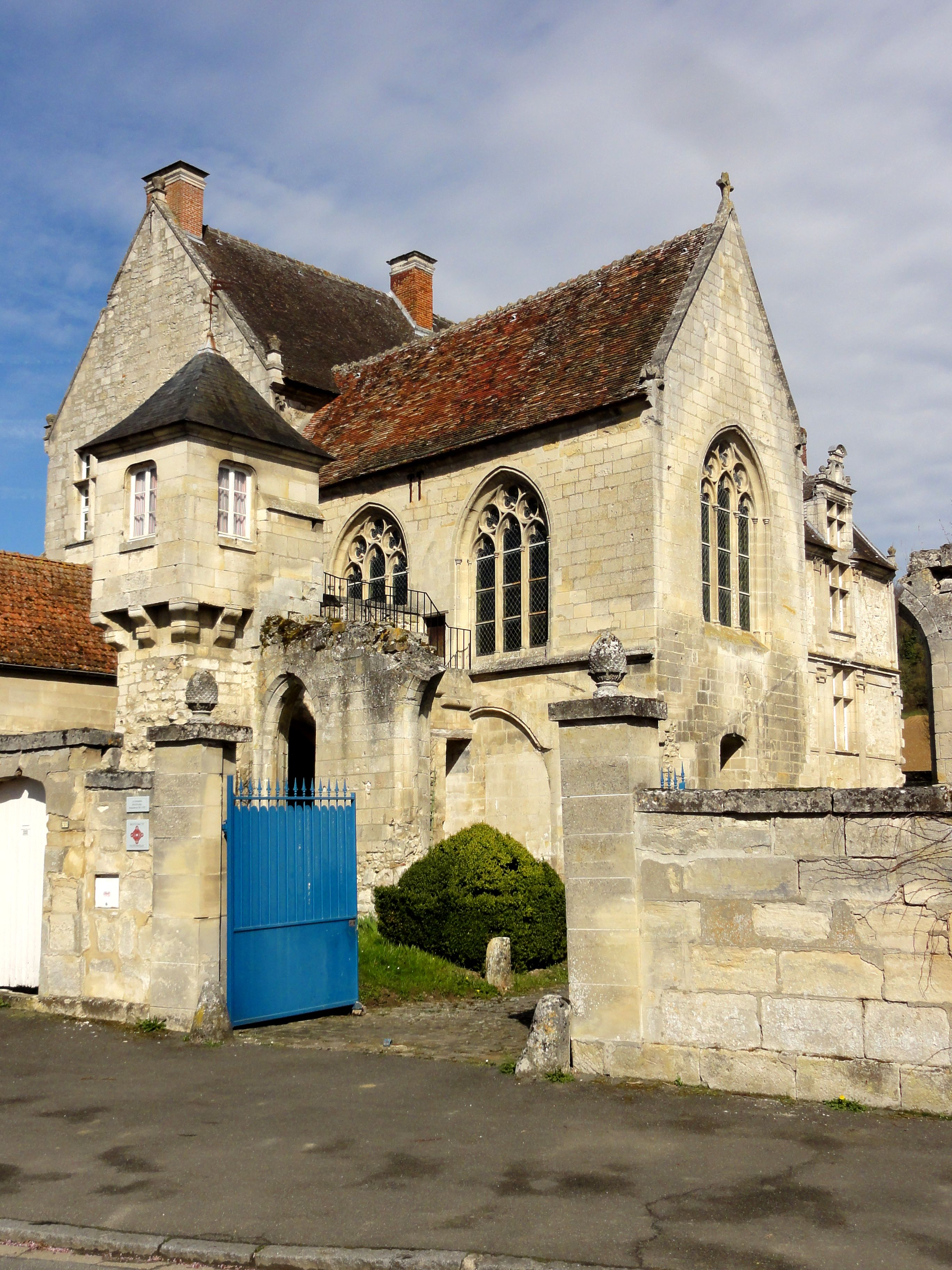
Vue générale de la commanderie.
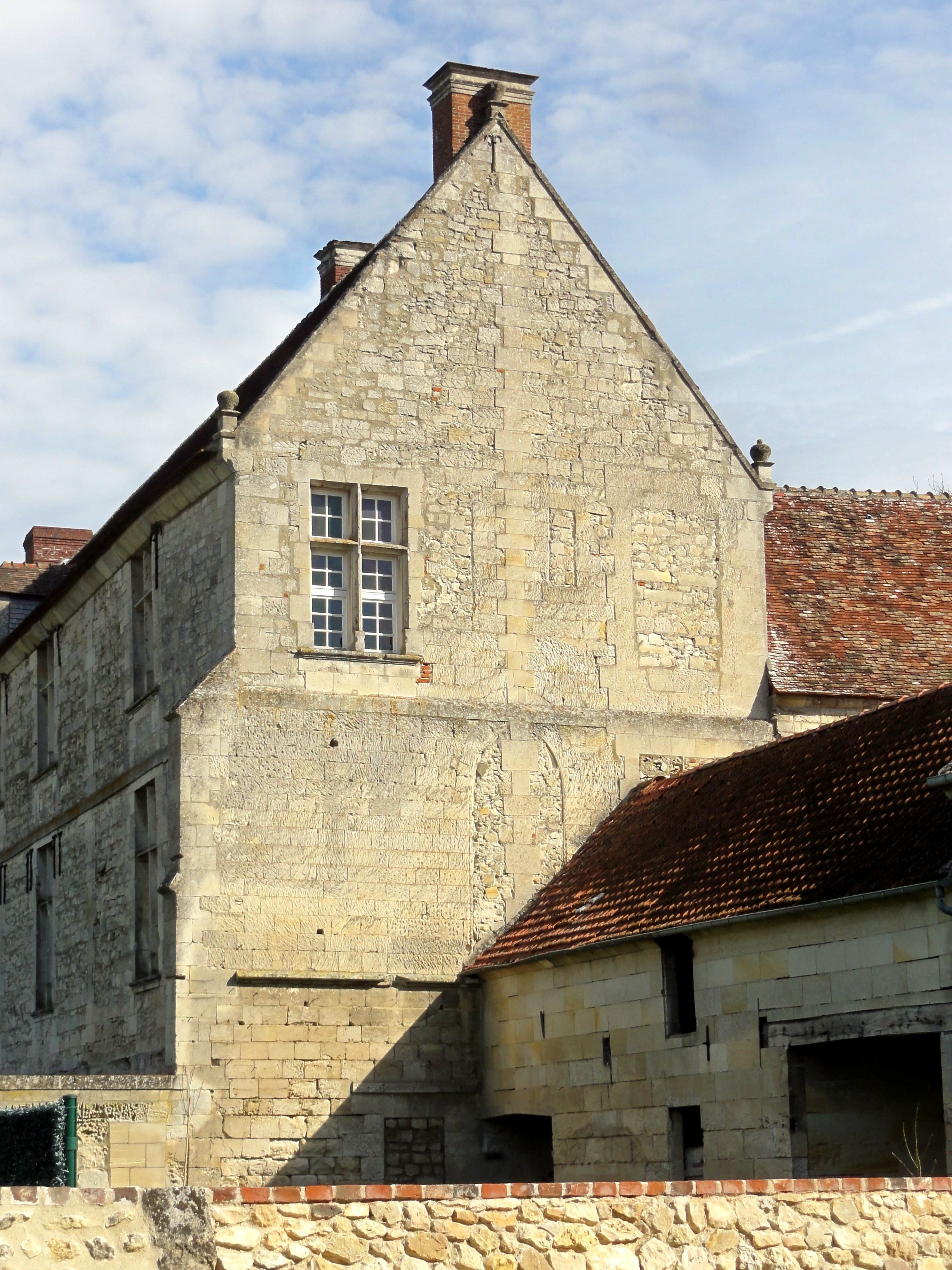
Logis de la commanderie.

### Époque moderne

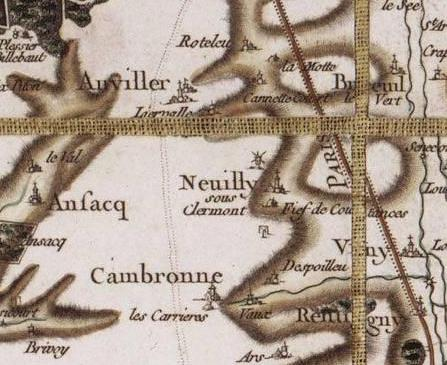
Neuilly-sous-Clermont, carte de Cassini.

Le territoire d'Auvillers avait autrefois les seigneuries d'Auvillers et du Petit-Auvillers, réunis en 1585 par Louis d'Erquinvillers, et aussi la seigneurie de Lierval, incorporée aux deux premières par le mariage de Geneviève Dreux avec Claude Aubery, qui acquit Auvillers en 1604. Jules Crépin signale que, selon les textes de 1578, Cambronne comptait parmi quatre hameaux : Ars, Damaslieu, Vaux et Nully (Neuilly), ce dernier comprenant la Commanderie et Coutances seulement, puisque la paroisse de Neuilly était alors indépendante. Le fief du Petit-Auvillers eut pour seigneur de 1579 à 1585 Louis de Hangest, qui était aussi seigneur de Louveaucourt et par sa femme, damoiselle Antoinette de Senicourt, de ce hameau de Sénécourt où il demeurait. Neuilly fut occupé en 1589 par les troupes accompagnant Henri IV qui conduisait à Compiègne le corps de son prédécesseur Henri III. La seigneurie ou fief de Coutances (ou Constances) comprenait en 1603 les droits de haute, moyenne et basse justices. Elle possédait probablement les Bois de Justice. Elle s'étendait sur une maison seigneuriale entourée de fossés, avec colombier, grange, étable, cour, jardin, pourpris fermé de haies et de terres labourables. En 1648 une épidémie de peste fit périr une partie de la population. Plusieurs habitants furent enterrés dans leurs jardins. Sur la carte de 1756, Cassini indique les fourches patibulaires qui étaient près du bois Roland, au sud des carrières. Les historiens ignorent à quel seigneur elles dépendaient. Elles étaient au lieu-dit Les Justices. On y a trouvé des ossements provenant sans doute des condamnés qui y furent pendus. La population qui était en 1720 sur le territoire actuel de la commune s'élevait à 294 habitants. Le 12 août 1772 y est né André Louis Elisabeth Marie Briche, qui devint général de division et dont le nom est inscrit sur l'Arc de triomphe (côté sud). En 1779, le seigneur d'Auvillers était le comte de Landevoisin, qui acquit le 14 mai 1791 les biens du prieuré de Neuilly qui étaient sur la commune d'Uny-Saint-Georges. Dans l'acte il est qualifié de maire d'Auvillers et ci-devant seigneur. Il fut arrêté peu après et incarcéré à Chantilly, mais relaxé sans autres ennuis. La propriété d'Auvillers passa ensuite aux Bonnières de Wierre. Une école était à Auvillers, avant la Révolution, située à la jonction des chemins de Lierval, de Neuilly-sous-Clermont, au lieu-dit la Pointe de l'École. La commune d'Auvillers, avec Lierval, comptait 258 hectares et le territoire de la Commanderie, avec Coutances, en avait 133 avant d'être détaché de Cambronne-lès-Clermont. La superficie relevant de Neuilly était donc, en 1789, de 384 hectares environ. À cette époque, Neuilly avait 58 feux, la Commanderie et Coutances 23, Auvillers 24 et Lierval 12.

### Époque contemporaine
On a conservé le souvenir d'incendie qui, en 1790, détruisit 14 vieilles masures en une nuit, à Coutances. Le 22 avril 1790 les maires et les notables d'Auvillers et de Neuilly ont procédé sur la place au bornage des limites des droits de pâturage, glanage, chaumage et dîmage revenant à leurs administrés respectifs. En 1792 Marie Benoit Gaultier de Montgeroult, chevalier, seigneur de Coutances fut commandant de la garde nationale de Neuilly et adopta avec ardeur les idées nouvelles. Il fréquenta les clubs de Paris, reçut des missions secrètes du gouvernement, épousa une fille non noble de Bailleval. En 1792-1793, 22 habitants de Neuilly, ayant presque tous de 18 à 20 ans et presque tous étant des volontaires, rejoignirent les Armées. Ce chiffre était considérable eu égard à celui de la population. En 1830, Neuilly avait 139 maisons, dont 82 étaient couvertes entièrement en chaume. Lors de l'épidémie de choléra qui ravagea le département, les communes qui avaient eu à souffrir le plus de la cholérine ou de la suette résistèrent mieux au choléra. Alors que dans l'ensemble 28 % de la population furent atteints, il n'y eut à Neuilly qu'un seul malade. En 1804, la Commanderie et Coutances étaient attribués à Neuilly, qui recevaient aussi Auvillers (avec Lierval), en 1825. La commune appartient au canton de Mouy, auquel elle fut incorporée dès 1790. Elle a été toutefois rattachée à celui de Clermont du 15 octobre 1801 au 16 mars 1803. Lierval dépendait de la commune d'Auvillers jusqu'au 22 juin 1825 et fut alors, en même temps, rattachée à Neuilly. Le château de Coutances vendu et démoli en 1825 est remplacé par une villa que les habitants continuent à désigner sous le nom de château de Coutances.
La population s'élève en 1962 à 507 âmes, dont 423 au chef-lieu. Elle était autrefois occupée à la terre et à l'artisanat. Dans les années 1960, elle travaillait surtout aux usines et aux établissements hospitaliers.

## Politique et administration

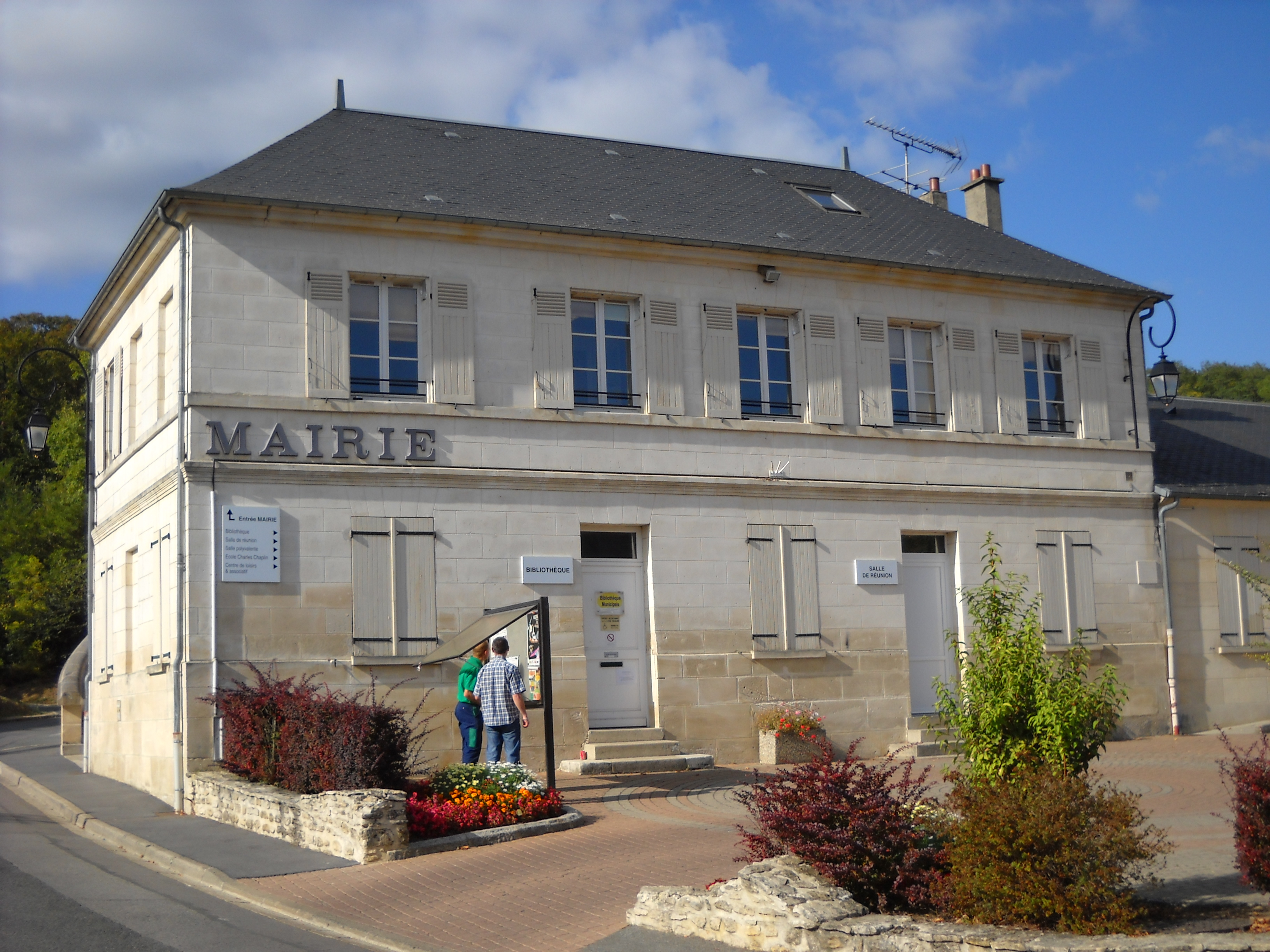
La mairie de Neuilly-sous-Clermont.

### Rattachements administratifs et électoraux
Neuilly-sous-Clermont dépend du canton de Mouy situé dans l'arrondissement de Clermont dans l'Oise, en région Hauts-de-France.

### Administration municipale
Compte tenu de l'importance de la population de la commune, le conseil municipal est constitué de 19 membres, dont le maire et ses adjoints.

### Liste des maires
| Période                                  | Période                   | Identité               | Étiquette | Qualité                                                             |
| ---------------------------------------- | ------------------------- | ---------------------- | --------- | ------------------------------------------------------------------- |
| Les données manquantes sont à compléter. |                           |                        |           |                                                                     |
| mars 2001                                | novembre 2015,            | Jean-Pierre Thieffaine |           | Vice-président de la CC du Clermontois (2014 → 2015) Démissionnaire |
| novembre 2015,                           | mai 2020                  | Cathy Namur            |           | Ancienne assistante maternelle                                      |
| mai 2020,                                | En cours (au 25 mai 2020) | Christophe Chemin      |           |                                                                     |

## Population et société

### Démographie

#### Évolution démographique
L'évolution du nombre d'habitants est connue à travers les recensements de la population effectués dans la commune depuis 1793. Pour les communes de moins de 10 000 habitants, une enquête de recensement portant sur toute la population est réalisée tous les cinq ans, les populations de référence des années intermédiaires étant quant à elles estimées par interpolation ou extrapolation. Pour la commune, le premier recensement exhaustif entrant dans le cadre du nouveau dispositif a été réalisé en 2007.

En 2022, la commune comptait 1 591 habitants, en évolution de −4,79 % par rapport à 2016 (Oise : +0,87 %, France hors Mayotte : +2,11 %).
| 1793 | 1800 | 1806 | 1821 | 1831 | 1836 | 1841 | 1846 | 1851 |
| ---- | ---- | ---- | ---- | ---- | ---- | ---- | ---- | ---- |
| 302  | 262  | 359  | 353  | 451  | 422  | 423  | 406  | 392  |

| 1856 | 1861 | 1866 | 1872 | 1876 | 1881 | 1886 | 1891 | 1896 |
| ---- | ---- | ---- | ---- | ---- | ---- | ---- | ---- | ---- |
| 363  | 381  | 361  | 357  | 366  | 371  | 364  | 358  | 360  |

| 1901 | 1906 | 1911 | 1921 | 1926 | 1931 | 1936 | 1946 | 1954 |
| ---- | ---- | ---- | ---- | ---- | ---- | ---- | ---- | ---- |
| 338  | 311  | 352  | 359  | 328  | 313  | 307  | 375  | 392  |

| 1962 | 1968 | 1975  | 1982  | 1990  | 1999  | 2006  | 2007  | 2012  |
| ---- | ---- | ----- | ----- | ----- | ----- | ----- | ----- | ----- |
| 507  | 510  | 1 384 | 1 419 | 1 606 | 1 685 | 1 669 | 1 667 | 1 686 |

| 2017  | 2022  | - | - | - | - | - | - | - |
| ----- | ----- | - | - | - | - | - | - | - |
| 1 673 | 1 591 | - | - | - | - | - | - | - |

#### Pyramide des âges
La population de la commune est relativement jeune.
En 2018, le taux de personnes d'un âge inférieur à 30 ans s'élève à 36,3 %, soit en dessous de la moyenne départementale (37,3 %). À l'inverse, le taux de personnes d'âge supérieur à 60 ans est de 20,7 % la même année, alors qu'il est de 22,8 % au niveau départemental.
En 2018, la commune comptait 841 hommes pour 818 femmes, soit un taux de 50,69 % d'hommes, légèrement supérieur au taux départemental (48,89 %).
Les pyramides des âges de la commune et du département s'établissent comme suit.
| Hommes | Classe d’âge | Femmes |
| ------ | ------------ | ------ |
| 0,4    | 90 ou +      | 0,9    |
| 4,6    | 75-89 ans    | 5,3    |
| 13,6   | 60-74 ans    | 16,9   |
| 21,9   | 45-59 ans    | 21,2   |
| 21,7   | 30-44 ans    | 20,8   |
| 15,5   | 15-29 ans    | 14,1   |
| 22,3   | 0-14 ans     | 20,8   |

| Hommes | Classe d’âge | Femmes |
| ------ | ------------ | ------ |
| 0,5    | 90 ou +      | 1,4    |
| 5,5    | 75-89 ans    | 7,6    |
| 15,6   | 60-74 ans    | 16,3   |
| 20,8   | 45-59 ans    | 20     |
| 19,4   | 30-44 ans    | 19,4   |
| 17,6   | 15-29 ans    | 16,2   |
| 20,6   | 0-14 ans     | 19,1   |

## Lieux et monuments

### Monuments historiques
La commune possède deux monuments historiques sur son territoire.

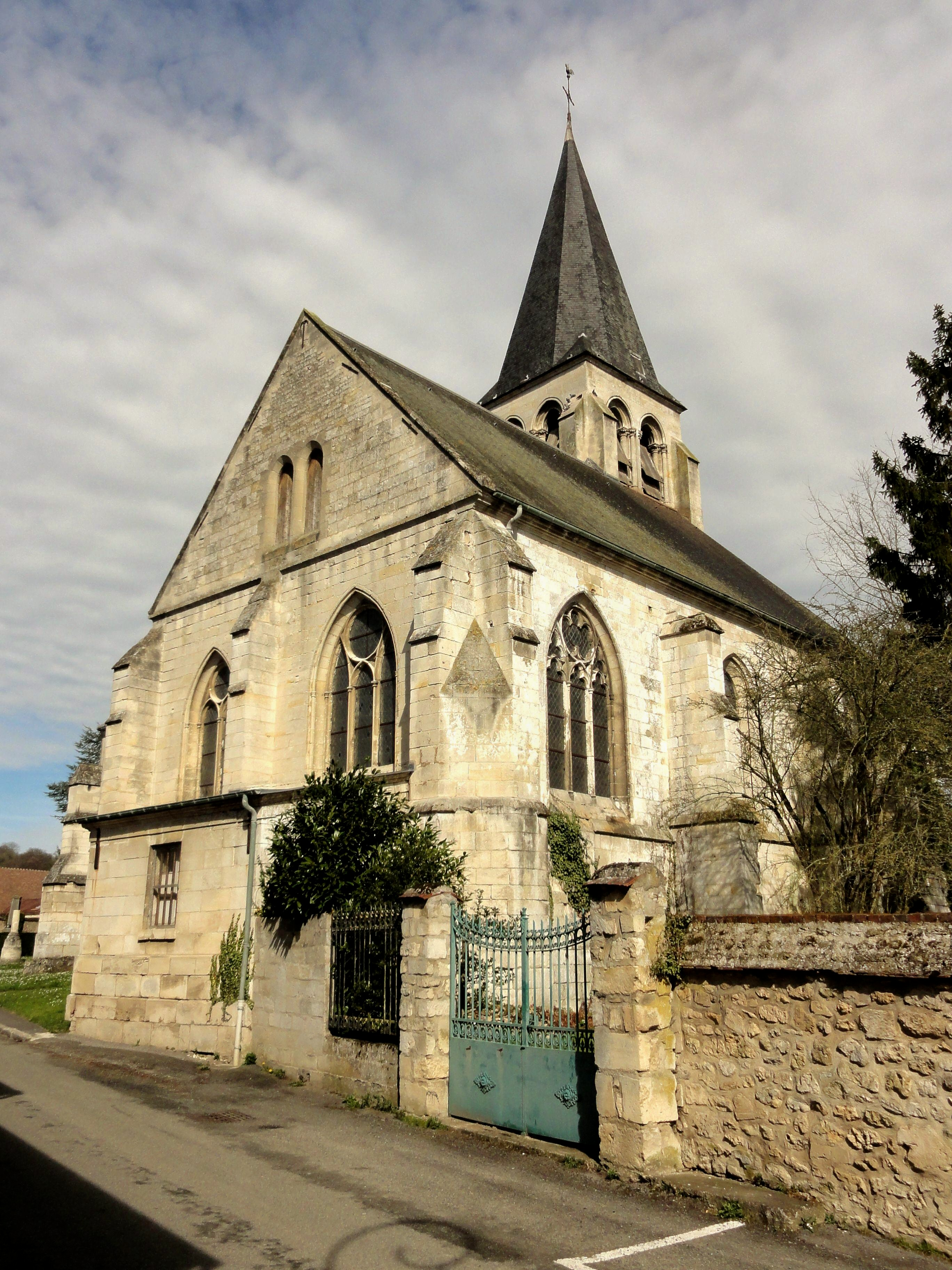
L'église Notre-Dame et Saint-Fiacre depuis le sud-est.
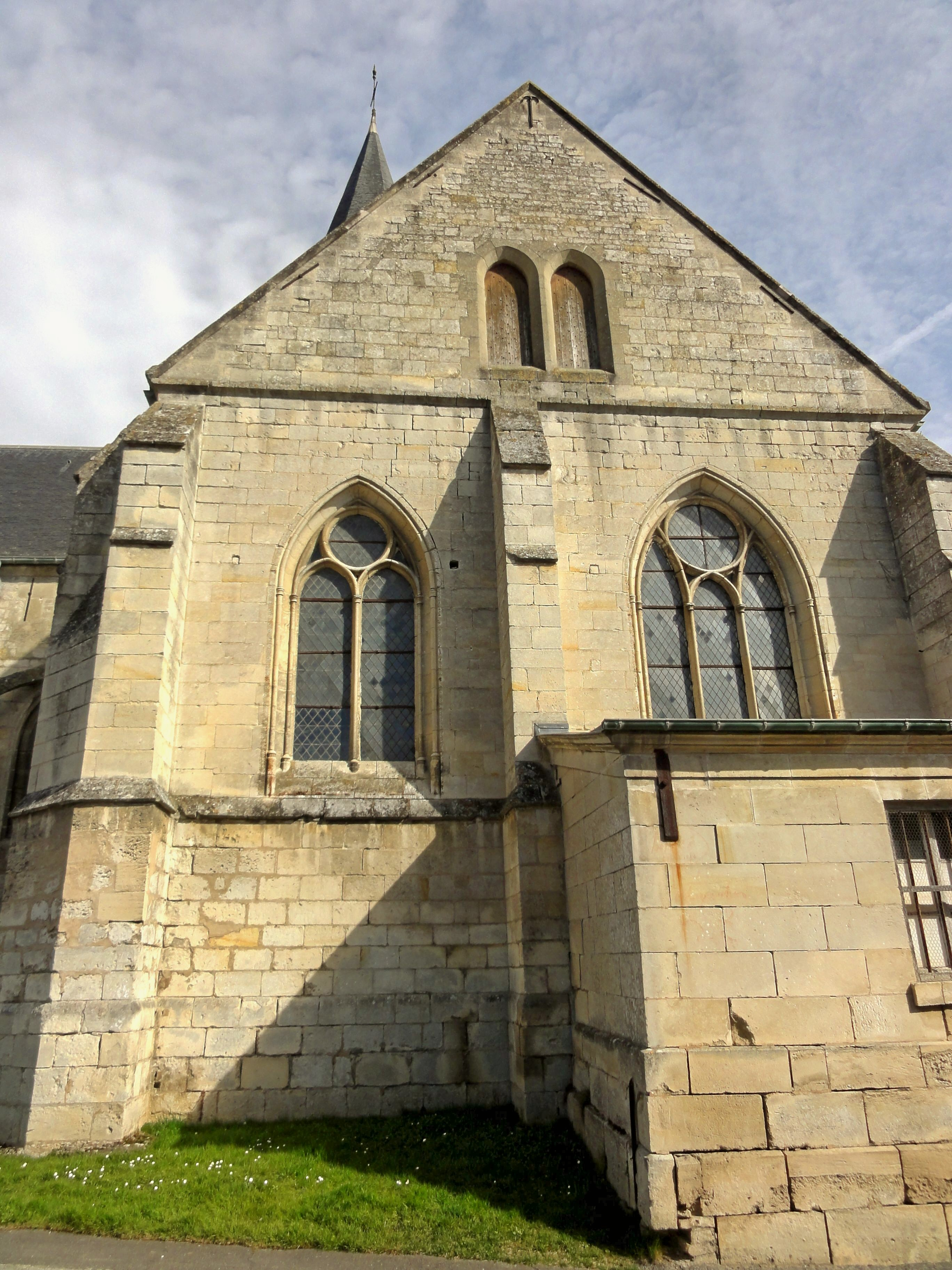
Le chœur de l'église depuis le sud.

- La commanderie des Templiers, les jardins et la Commanderie se visitent lors des Journées des Jardins et lors des Journées européennes du patrimoine.
- Église Notre-Dame-et-Saint-Fiacre : C'était autrefois la chapelle d'un prieuré de l'ordre de Saint-Augustin, fondé à la fin du XIe siècle, dépendant de l'abbaye de Saint-Quentin de Beauvais. Elle est promue au rang d'église au XIIIe siècle[45],[46]. Dédiée à Notre Dame et à saint Fiacre, elle a été classée monument historique en juin 1933[47].

### Autres monuments

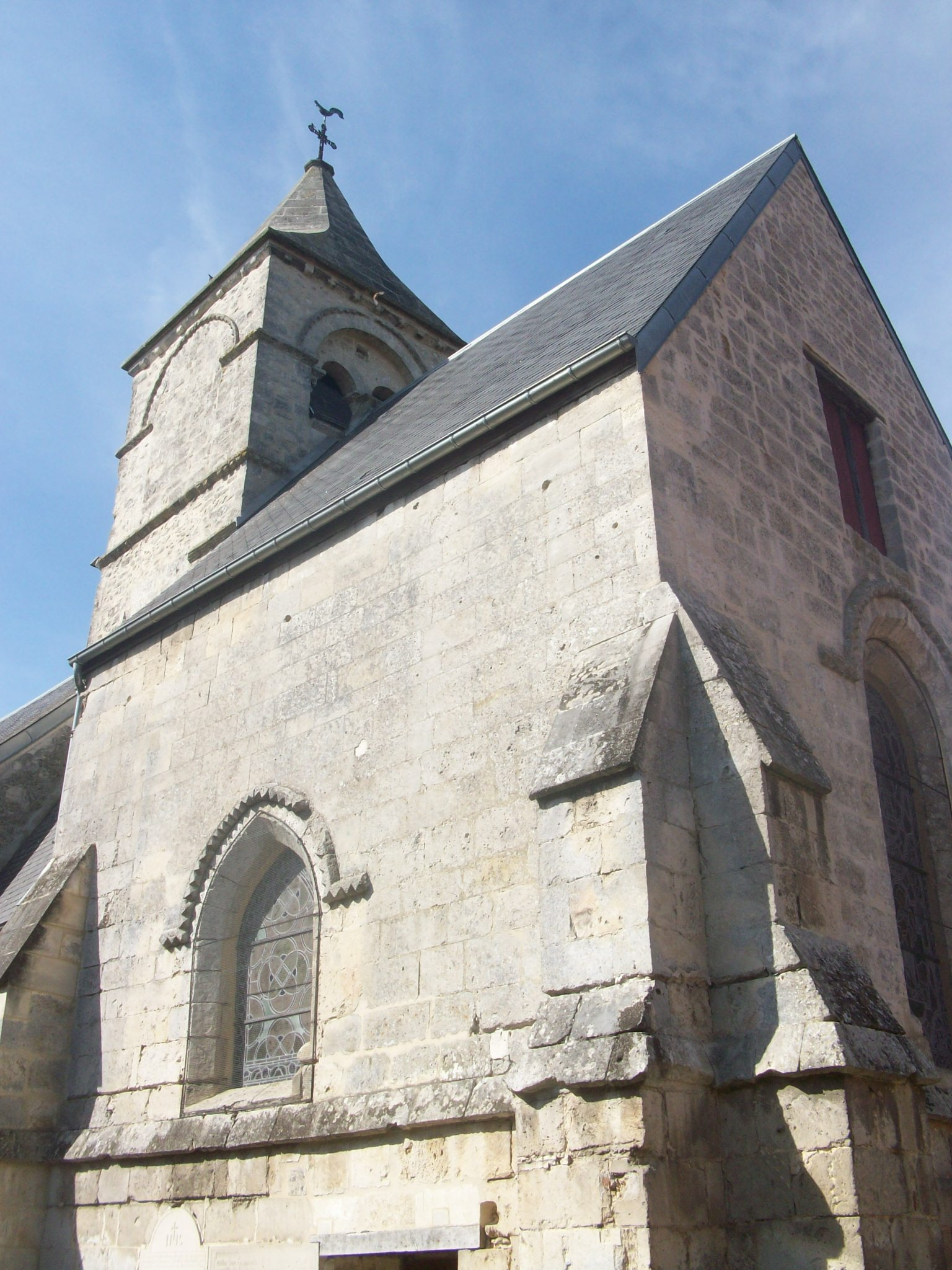
La chapelle Saint-Jacques d'Auvillers.
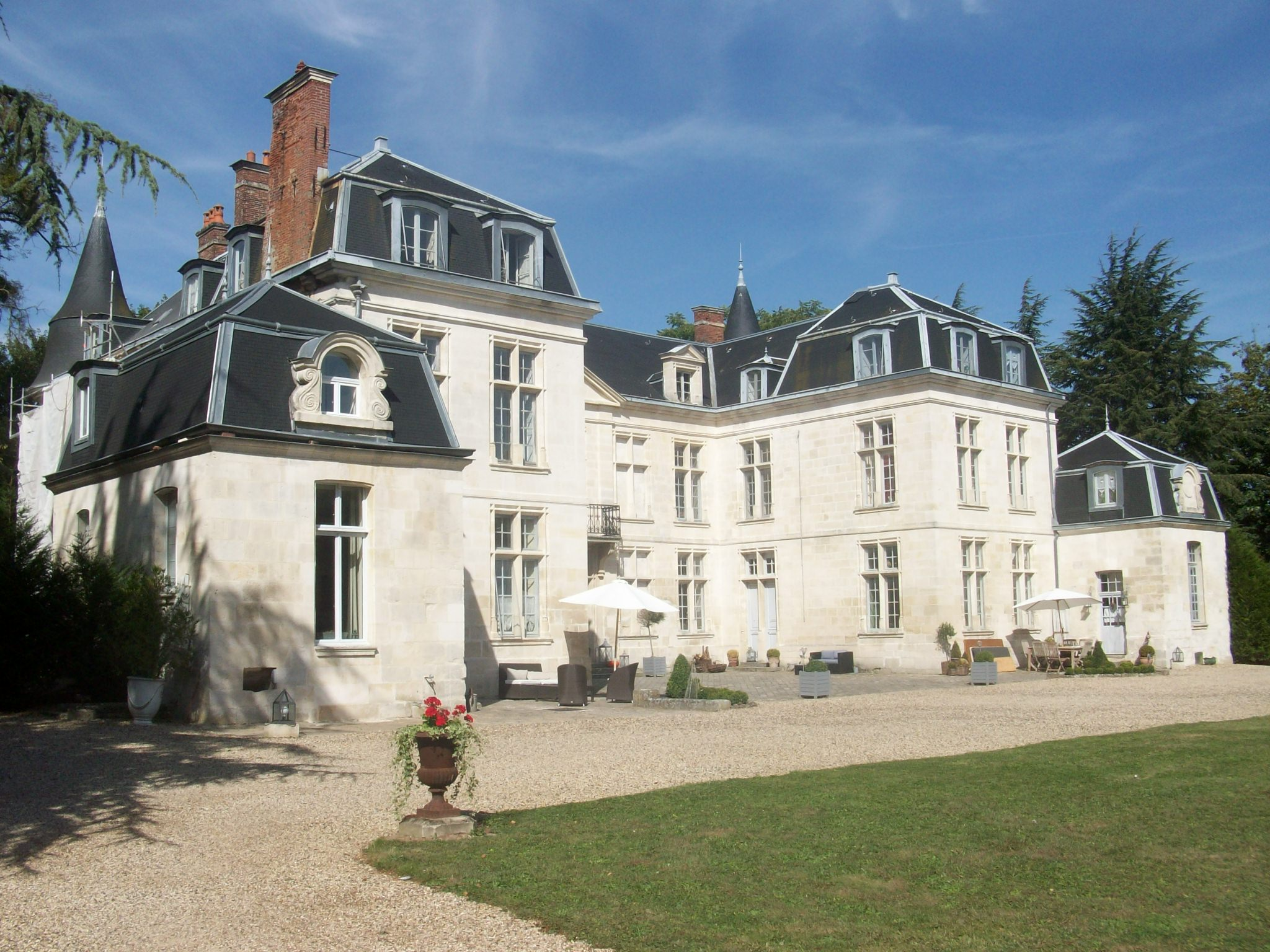
Le château d'Auvillers.
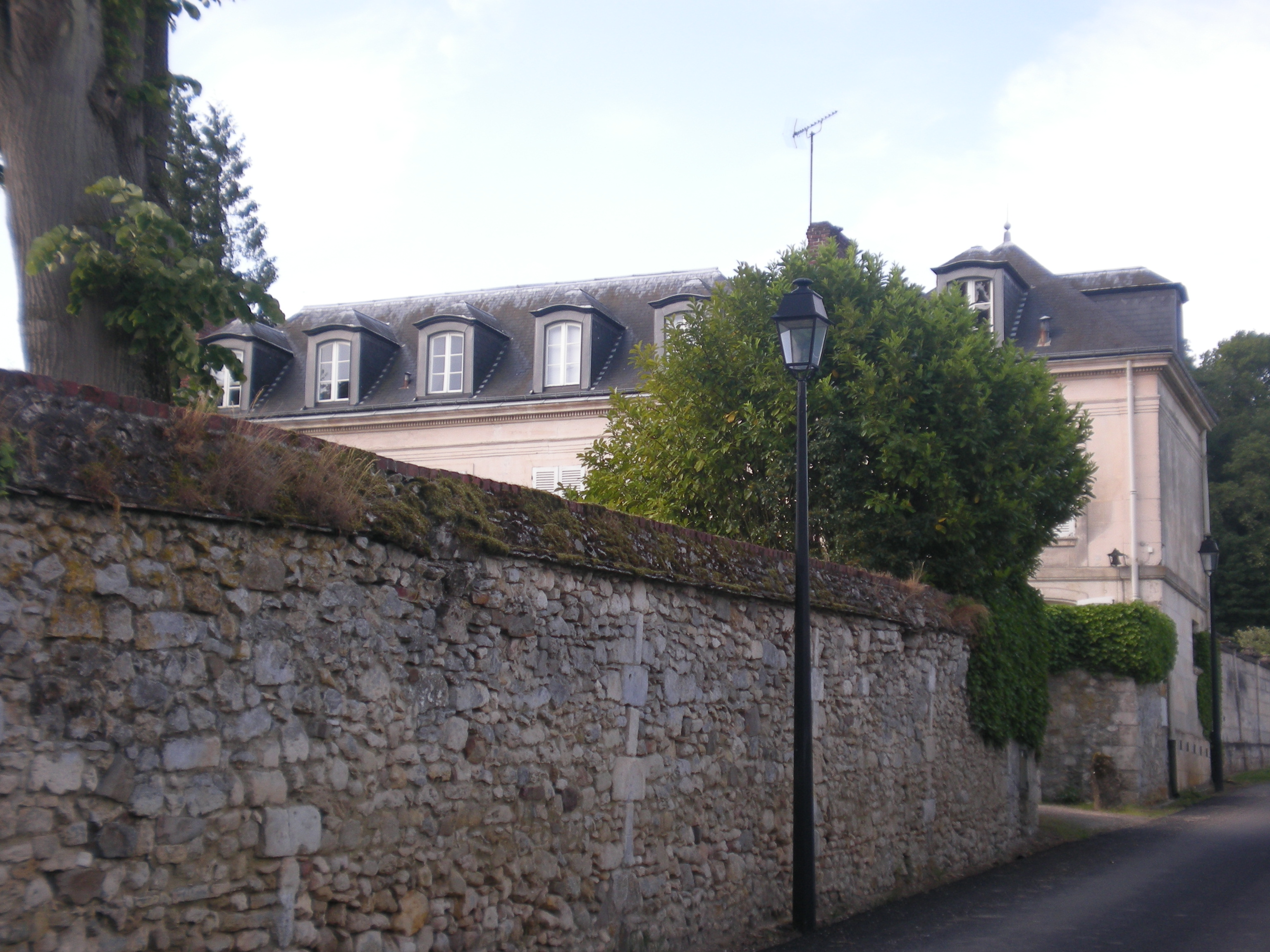
Le château de Coutances, aujourd'hui remplacé par une villa modeste.
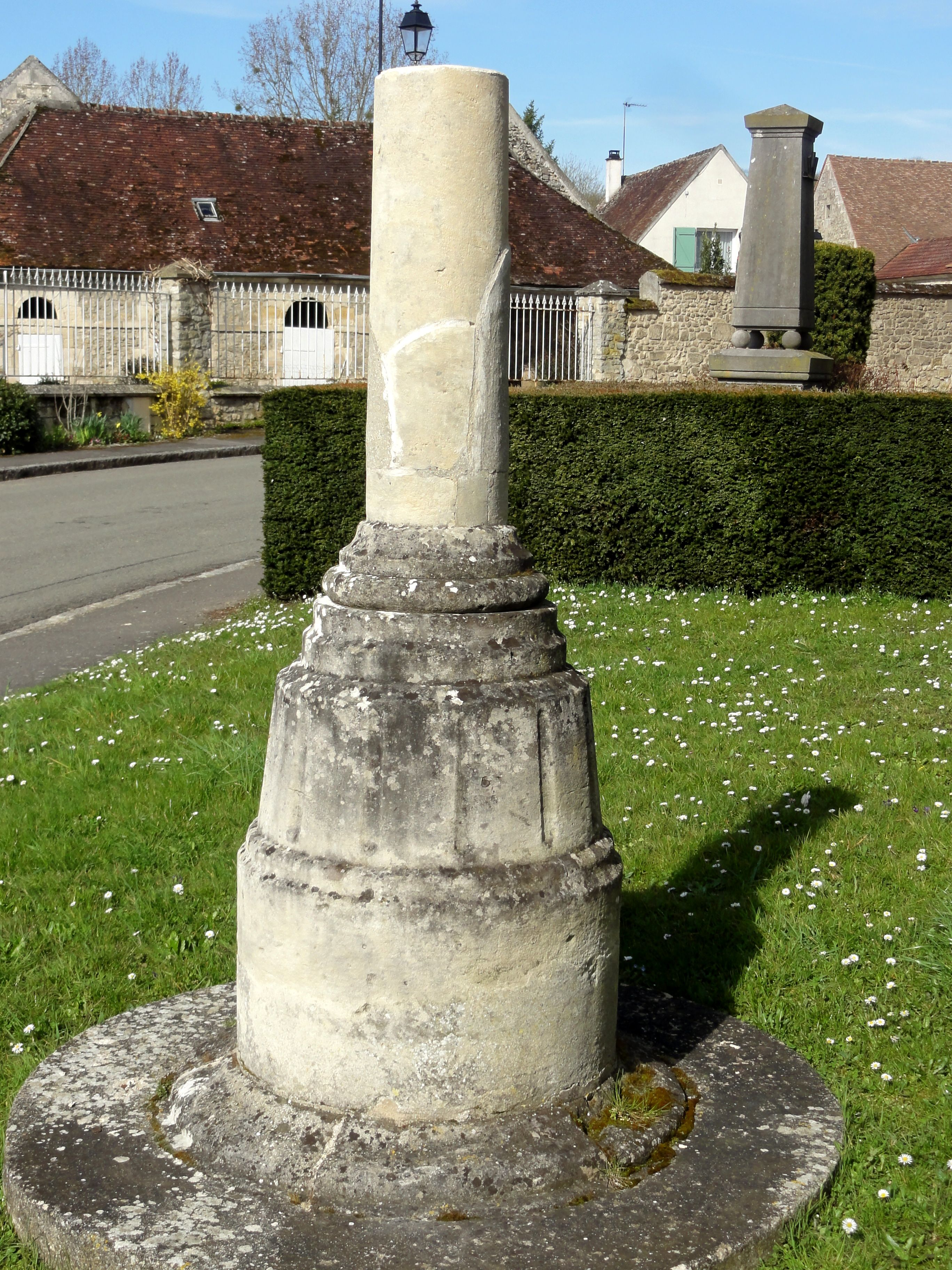
Ancien calvaire, rue de l'Église.
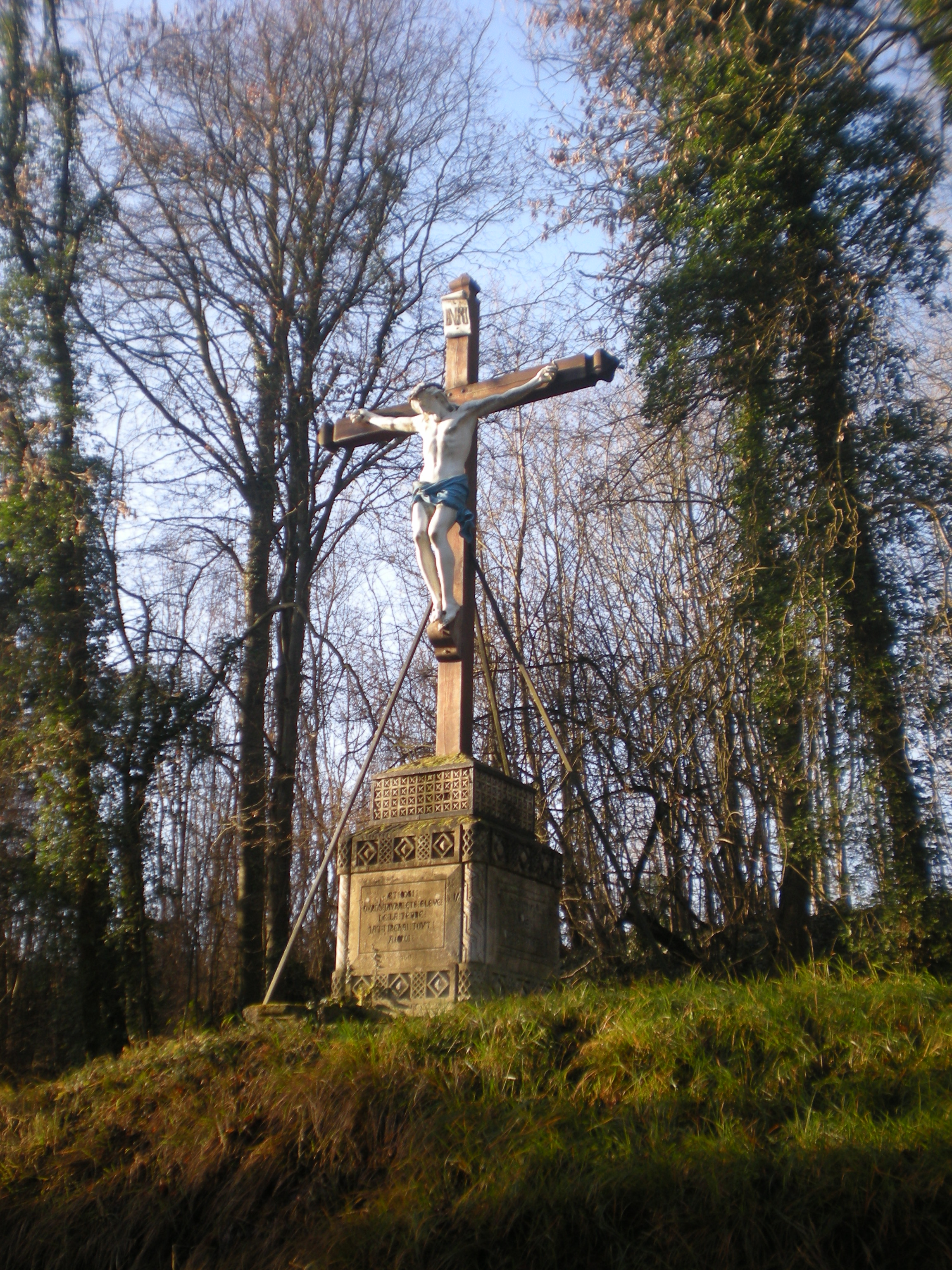
Calvaire entre Auvillers et Lierval.
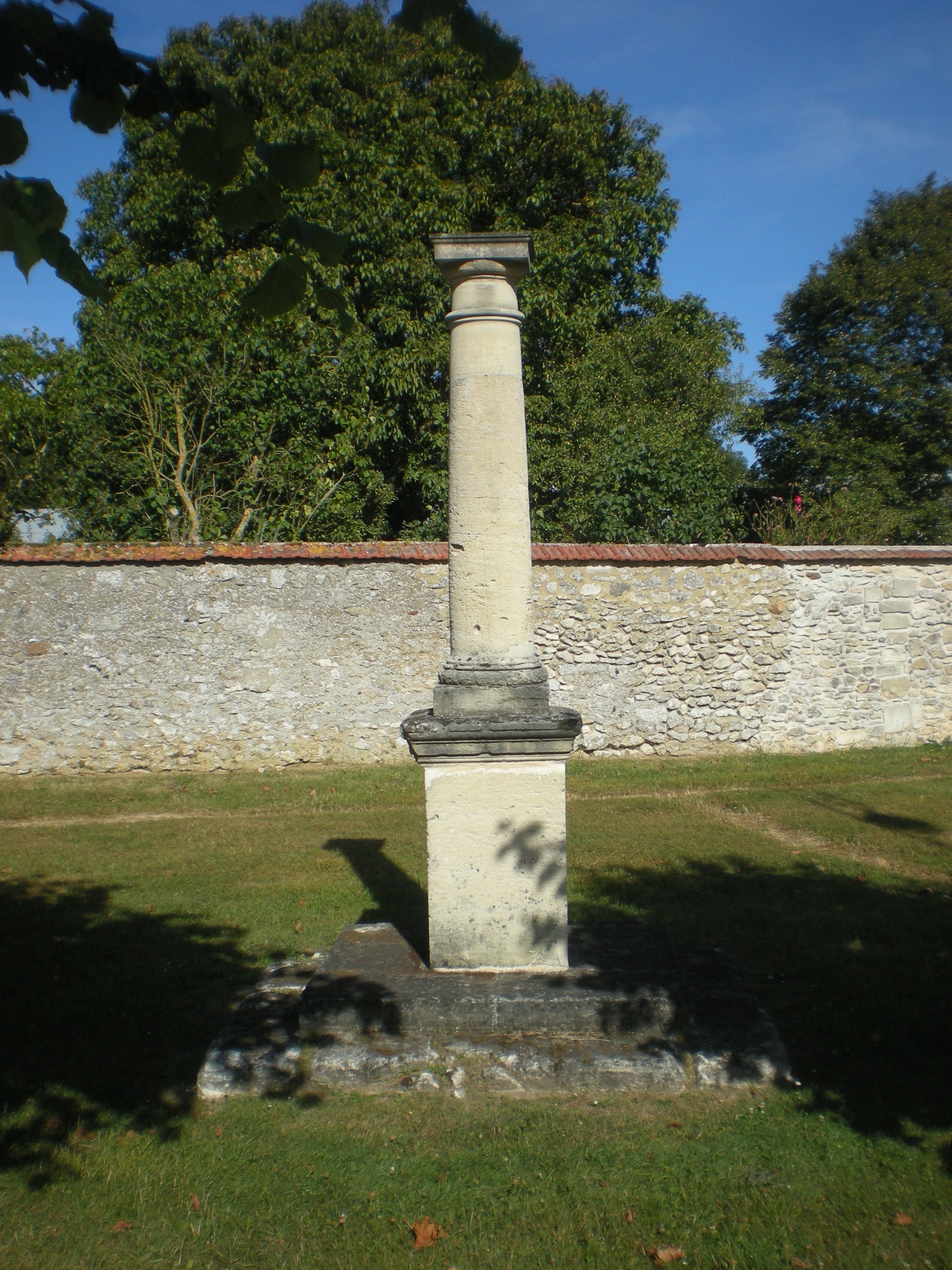
Auvillers, ancien socle d'un calvaire.
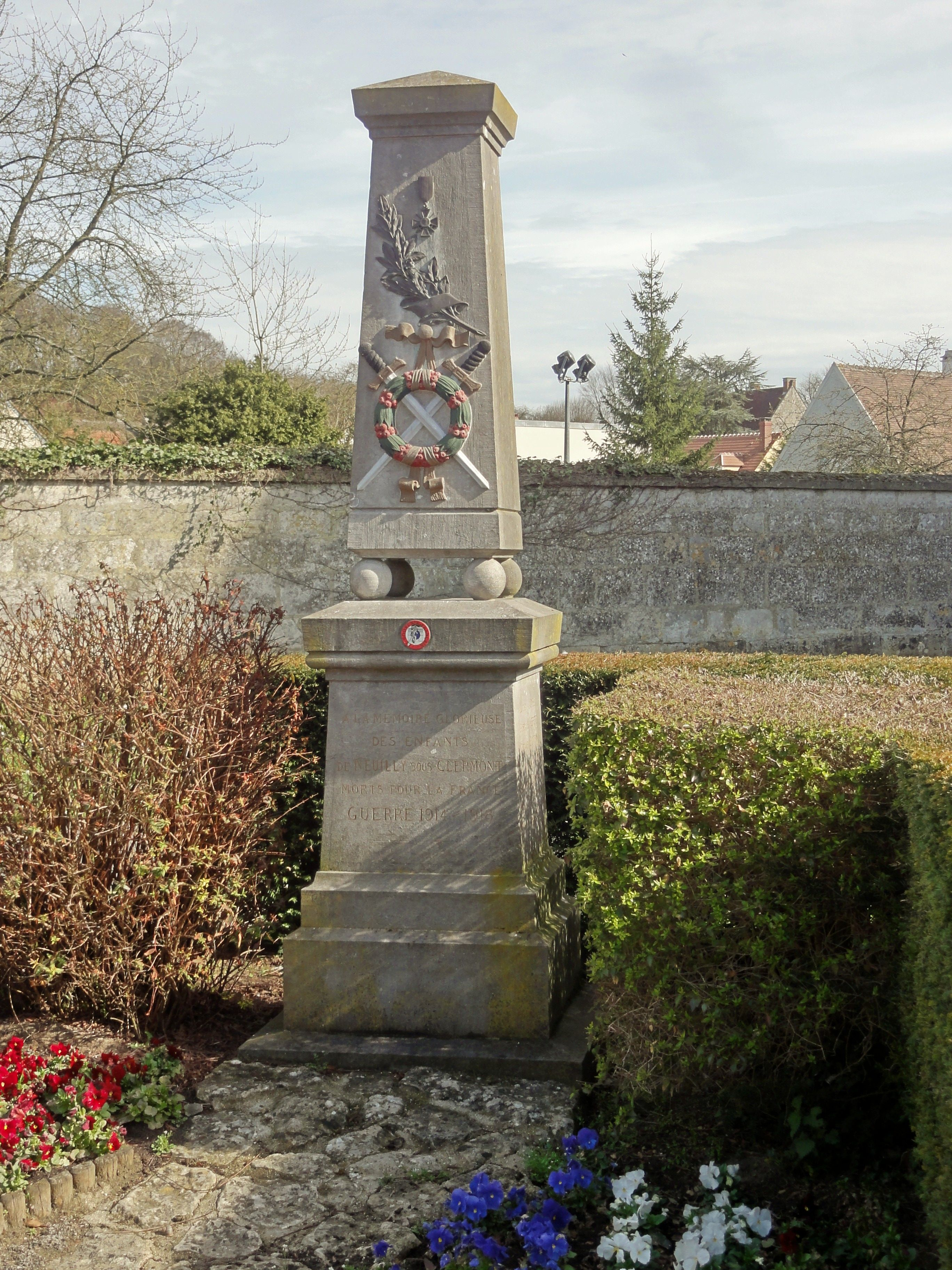
Monument aux morts.

- Chapelle Saint-Jacques d'Auvillers : la petite église d'Auvillers, dédiée à saint Jacques, est aujourd'hui chapelle. Elle remonte en partie au XIe siècle. Le chœur et le clocher sont de l'époque romane primitive. Les sculptures du clocher possèdent certains éléments que l'on retrouve à Laigneville, Mogneville, Nogent-sur-Oise. Les fonts baptismaux datent également du XIe siècle. Le confessionnal est en pierre. L'église a longtemps abrité un bas-relief en marbre blanc de Carrare, de 80 sur 78 centimètres, dit la Madone d'Auvillers. Il fut rapporté d'Italie au cours d'une expédition militaire. C'est une œuvre d'Agostino di Duccio, classée en 1892. L'original, vendu au musée du Louvre, est remplacé dans l'église par une copie de Denis Puech. Elle est placée au-dessus d'un des deux autels de l'église. Cette église possède en outre plusieurs statues en bois datant de la Renaissance, dont celle de saint Jacques et une représentant la Vierge. L'édifice ne possède pas de bas-côtés et est éclairé par des fenêtres hautes et étroites. Le cimetière, qui entoure l'église, recevait les corps des défunts d'Auvillers et de Lierval. Le dernier curé de cette paroisse est mort à Auvillers en 1793[48],[49].
- Le Château d'Auvillers : Sa construction est antérieure au XVe siècle. Il a été construit près de la gorge de Lierval pour défendre à la fois le chemin de Paris, qui passait par cette partie du coteau et la descente dans la vallée de la Brêche et les approches de Clermont, ville siège du comté mouvant du roi. C'était alors un corps de logis ayant quatre tours, avec fossé et pont levis. C'est aujourd'hui un mélange de deux constructions. La façade nord est a conservé ses deux tours et celle du sud ses deux pavillons. Il a appartenu aux d'Auvillers, d'Erquinvillers, Barillon, d'Aubery, Dreux, Falconis, d'Amanzé, de Mailly, d'Hangest[a 5], Soucanye de Landevoisin.
- Le Château de Coutance : Ce château détruit au XIXe siècle est remplacé par une villa toujours appelée de ce nom[50]. Le jardin d'agrément du château est inscrit au pré-inventaire des jardins remarquables[51].
- Le Monument aux morts
- La Croix et clavaires
- La Croix à côté de l'église
- Le Socle d'un ancien calvaire à Auvillers
- L'Ancien calvaire, rue de l'Église
- Le Calvaire représentant la crucifixion du Christ, entre Auvillers et Lierval

## Équipements et services

### Enseignement
Neuilly-sous-Clermont possède trois écoles distinctes : l'école maternelle de l'Orme (de la petite à la grande section) à Auvillers, l'école élémentaire Charles-Chaplin (CP, CE1 et CE2) à Neuilly-sous-Clermont et l'école élémentaire de l'Orme (CM1 et CM2) également située à Auvillers. Les écoles ont à disposition un restaurant scolaire.
Le collège public le plus proche est situé à Breuil-le-Vert et le collège privé le plus proche se situe à Agnetz. Il n'y a pas établissements privés à Neuilly-sous-Clermont.

### Sports
Le village possède une équipe de football partagée avec Cambronne-lès-Clermont (le F.C.N.C),.

### Médias
Neuilly-sous-Clermont ne possède aucune radio, siège de journal ou de télévision. Les informations locales sont rapportées dans l'hebdomadaire Le Bonhomme Picard. Le Courrier picard et le Parisien sont également des journaux locaux de presse.

### Culture
La commune possède trois associations culturelles et de loisirs. Elle est également à disposition d'une bibliothèque municipale située à la mairie.

## Personnalités liées à la commune
- André Louis Elisabeth Marie Briche (1772-1825), général de la République et de l'Empire, nom gravé sous l'Arc de Triomphe
- Jean-Paul Sartre a séjourné clandestinement pendant l'été 1944 dans ce village avec Simone de Beauvoir[60].
- Armand-René Soucanye,Baron de Landevoisin, Colonel, campagne de l'Empire, et de la restauration.
- André Verchuren, célèbre accordéoniste, y est né le 28 décembre 1920.